# Großes Artesisches Becken

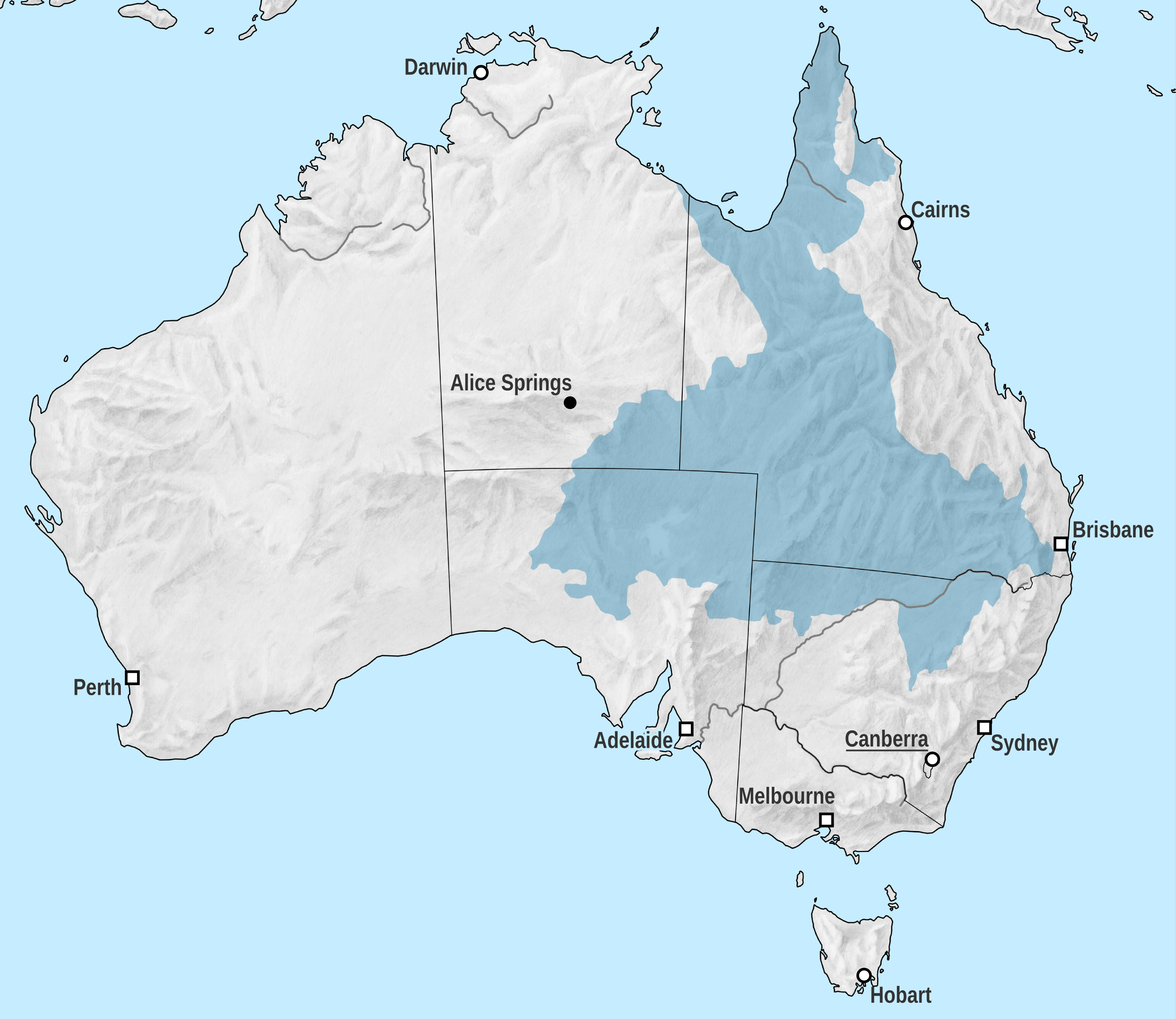
Das Große Artesische Becken in Australien

Das Große Artesische Becken (engl. Great Artesian Basin (GAB)) in Australien ist eines der größten unterirdischen Aquifere weltweit und erstreckt sich über 1.711.000 Quadratkilometer. Dies entspricht ungefähr 23 Prozent der Fläche des australischen Kontinents.

## Gebiet und Nutzung

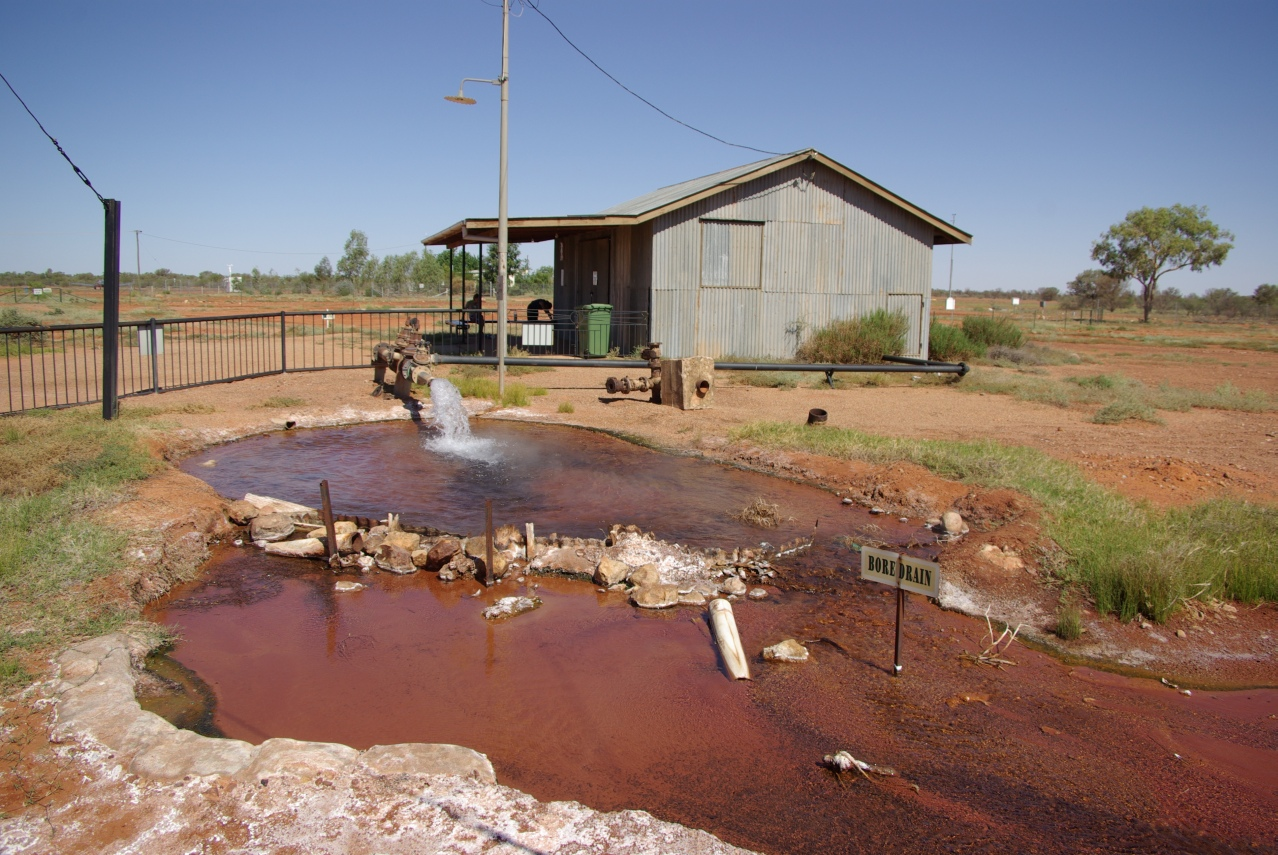
Durch eine Bohrung in Thargomindah (Queensland) von 1893 tritt heißes Wasser aus dem Artesischen Becken zutage.

Das Becken ist eines der Hauptelemente der Geologie Australiens und umfasst große Teile des Bundesstaates Queensland, die Südostecke des Northern Territory, den nordöstlichen Teil von South Australia und den Norden von New South Wales – und liegt zum großen Teil im „Outback“. Das Wasserreservoir erstreckt sich von der Great Dividing Range bis zum Lake Eyre. Seine längste Ausdehnung ist 2400 Kilometer von Cape York im Norden bis Dubbo im Süden und 1800 Kilometer von den Darling Downs im Osten bis westlich von Coober Pedy.
Das Süßwasservorkommen wird auf 64.900 Kubikkilometer geschätzt. Das entspricht einem Wasservolumen mit der Größe des Beckens und einer durchschnittlichen Wassertiefe von 38 Meter und damit dem 130.000-fachen Volumen des Hafens von Sydney. Es wurde im Jahr 1878 von europäischen Siedlern entdeckt und dehnt sich ungefähr unterhalb eines Viertels des australischen Kontinents aus. Durch diese Entdeckung wurde hinsichtlich der Viehzucht ein gewaltiger wirtschaftlicher Aufschwung ausgelöst, da das Wasser weitläufig für das Vieh genutzt werden kann. Das unterirdische Wasser wird mittels Windrädern, Diesel- und Elektropumpen hochgepumpt. An vielen Stellen hat das Wasser einen sehr hohen Salzgehalt.
Die Gesteinsvorkommen, in denen das Wasserreservoir enthalten ist, entstanden vor 100 bis 250 Millionen Jahren. Das Speichergestein, eine  Abfolge von Sandsteinen der Trias, des Jura und der Kreide, bildet in mehreren weitgespannten, ineinander übergehenden schüsselförmigen Strukturen den Untergrund des Großen Artesischen Beckens. Die bis zu 3000 Meter mächtige Sandsteinformation wird durch eine Schichtenfolge feinkörniger Meeressedimente nach oben abgedichtet, nach unten bilden die älteren Gesteine (älter als Jura) die Abdichtung.

## Ursprung

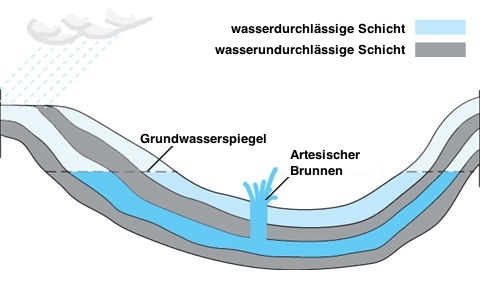
Querschnitt durch eine artesische Quelle

Vor allem im Osten im Gebiet der Great Dividing Range findet sich weitflächig an der Erdoberfläche eine anstehende poröse Gesteinsschicht. Dort kann Regenwasser in den Boden eindringen und als Grundwasser langsam nach Westen und Süden vordringen. Im Westen und Nordwesten ist der Niederschlag aufgrund des Wüstenklimas gering, sodass dort kaum Grundwasser neu gebildet wird. Im mittleren Bereich kann es wie aus einer artesischen Quelle hervortreten. Das nicht entnommene Grundwasser würde nach etwa zwei Millionen Jahren die im Süden des Beckens liegenden Quellen im Gebiet von Dalhousie Springs, Lake Eyre, Lake Frome, Bourke und Bogan River erreichen. Eine andere Theorie geht von einem fossilen Grundwasserbecken aus, ähnlich der Libyschen Wüste.

## Risiken
Die Entnahme von Grundwasser bringt einige Probleme mit sich. Bei Überbeanspruchung führt das Absinken des Grundwasserspiegels hier zusätzlich zum Eindringen von (salzigem) Meereswasser, wodurch das Grundwasser auf Jahrzehnte für den menschlichen Verbrauch ungenießbar sowie für die Bewässerung in der Landwirtschaft unbrauchbar wird. Ein weiteres Problem des Grundwasserleiters ist die zunehmende Verunreinigung durch Lecks in Jauchegruben, Mülldeponien sowie durch Emissionen von Industriebetrieben und Fracking-Chemikalien.
Das Great Artesian Basin Coordinating Committee (GABCC) koordiniert nicht nur die Wasserabnahme durch die Bundesregierungen und die kommunalen Verwaltungen, sondern überwacht sie auch.

## Kulturelle Bedeutung
Lange vor der europäischen Besiedlung Australiens nutzten Aborigines die natürlichen Quellaustritte des Großen Artesischen Beckens. Sie galten als zuverlässige Wasserquellen in Dürrezeiten, wenn andere Quellen versiegten. Die Wasseraustritte waren und sind von großer Bedeutung für die traditionelle Kultur der Aborigines: Viele Geschichten der Traumzeit und Zeichnungen beziehen die Quellen des Großen Artesischen Beckens und ihre Platzierung entlang von Reisepfaden mit ein. Einige der Quellen kommen in den Mythen der Aborigines vor und unterstützen damit den geistigen und kulturellen Glauben der einheimischen Gemeinden maßgeblich.
Die Quellen sind darüber hinaus nach wie vor wertvoll für die hier wild lebenden Tiere.